# デュワグカー

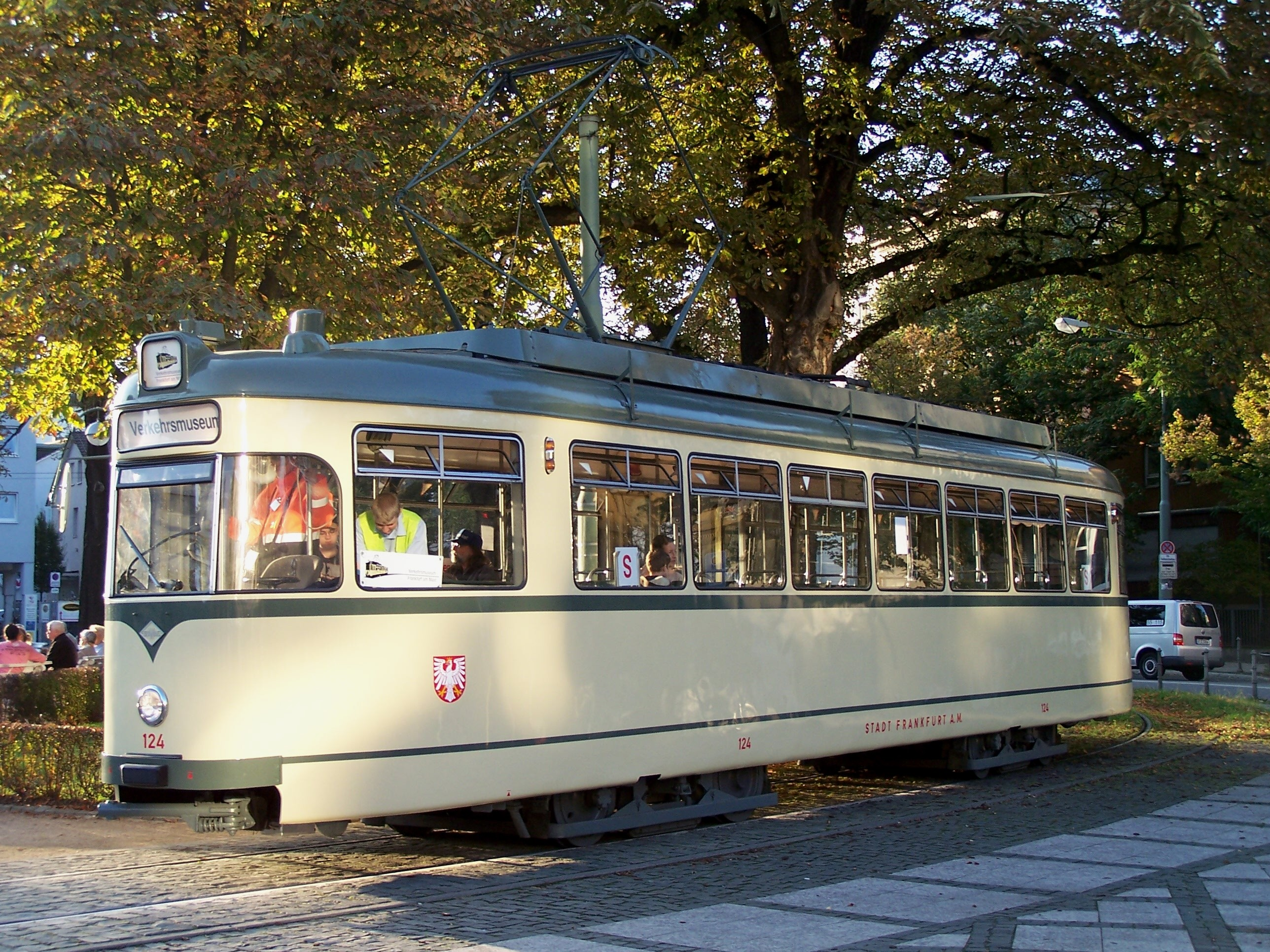
ボギー車（フランクフルト市電）

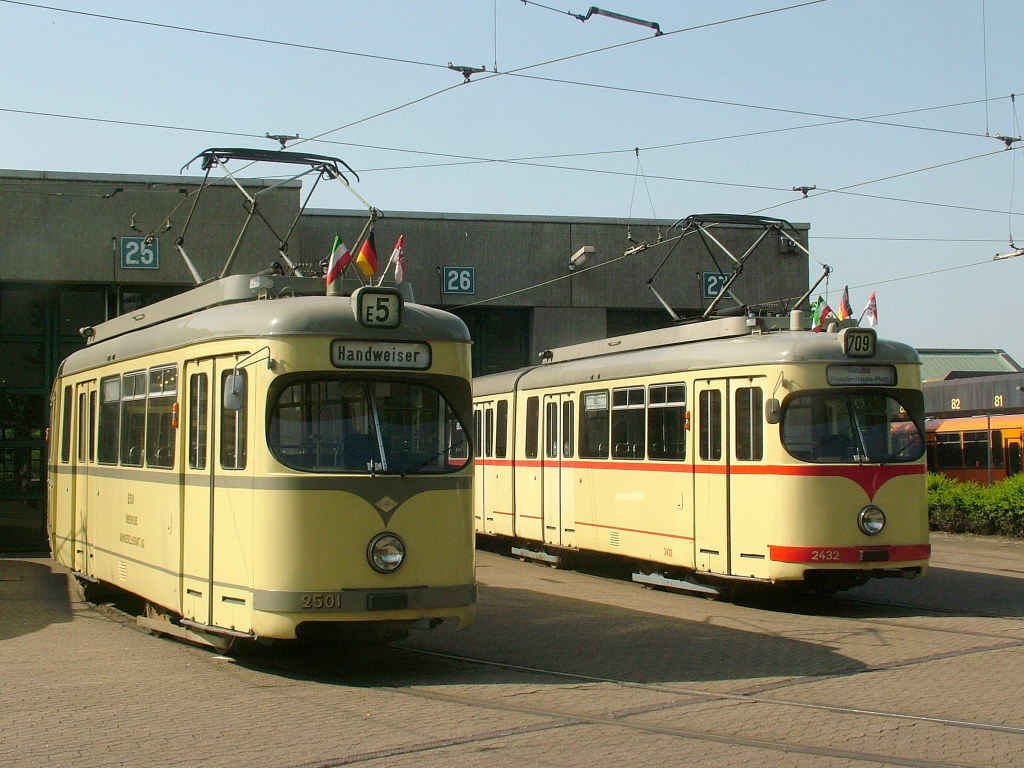
連接車（デュッセルドルフ市電）

デュワグカー（デュヴァヴカー）は、ドイツ（旧：西ドイツ）の鉄道車両メーカーであるデュワグ（Duewag）で製造された路面電車車両の日本における通称。特に1951年から1970年代まで量産されたボギー車（Großraumwagen）および連接車（Gelenkwagen）を指す場合が多い。
この項目では、ライセンス生産によって製造された車両を含む関連形式についても記す。

## 概要
第二次世界大戦後、復興が進む西ドイツの路面電車では利用客の急速な増加が課題となっていた。大戦前の主力であった2軸車では収容力が不足しており、付随車を繋いだ連結運転が常態化し運用コストの面でも不利となっていた。そこで各都市の路面電車事業者、鉄道車両メーカー、そして関連機関が協議した上で、規格を統一した低コストの大型ボギー車を導入することが決定した。そして1951年にデュッセルドルフやハノーファー向けに製造された試作車を皮切りに各地の路面電車への導入が始まったのが、デュワグカーと呼ばれる一連の路面電車車両である。
従来の2軸車や戦前から一部の都市に導入されていたボギー車に比べ車体が丸みを帯びた軽量構造に変更された他、車体中央に扉が増設され、前後を行き来せずに乗降する事が可能となり利便性が向上した。乗降扉はデュワグが開発した折戸式の自動扉が用いられた。
台車はシェブロンゴムを介して軸受を支える構造となっており、車輪の外枠部分と輪芯の間には騒音防止のためゴムブロックが挿入されていた。初期の車両の駆動装置は吊り掛け駆動方式が採用されていたが、1954年以降は傘歯車を用いた直角カルダン駆動方式が多くの車両に採用され、車輪の摩擦力が大幅に増加した。機器の製造はシーメンス、ブラウン・ボベリ、キーペが手掛けた。

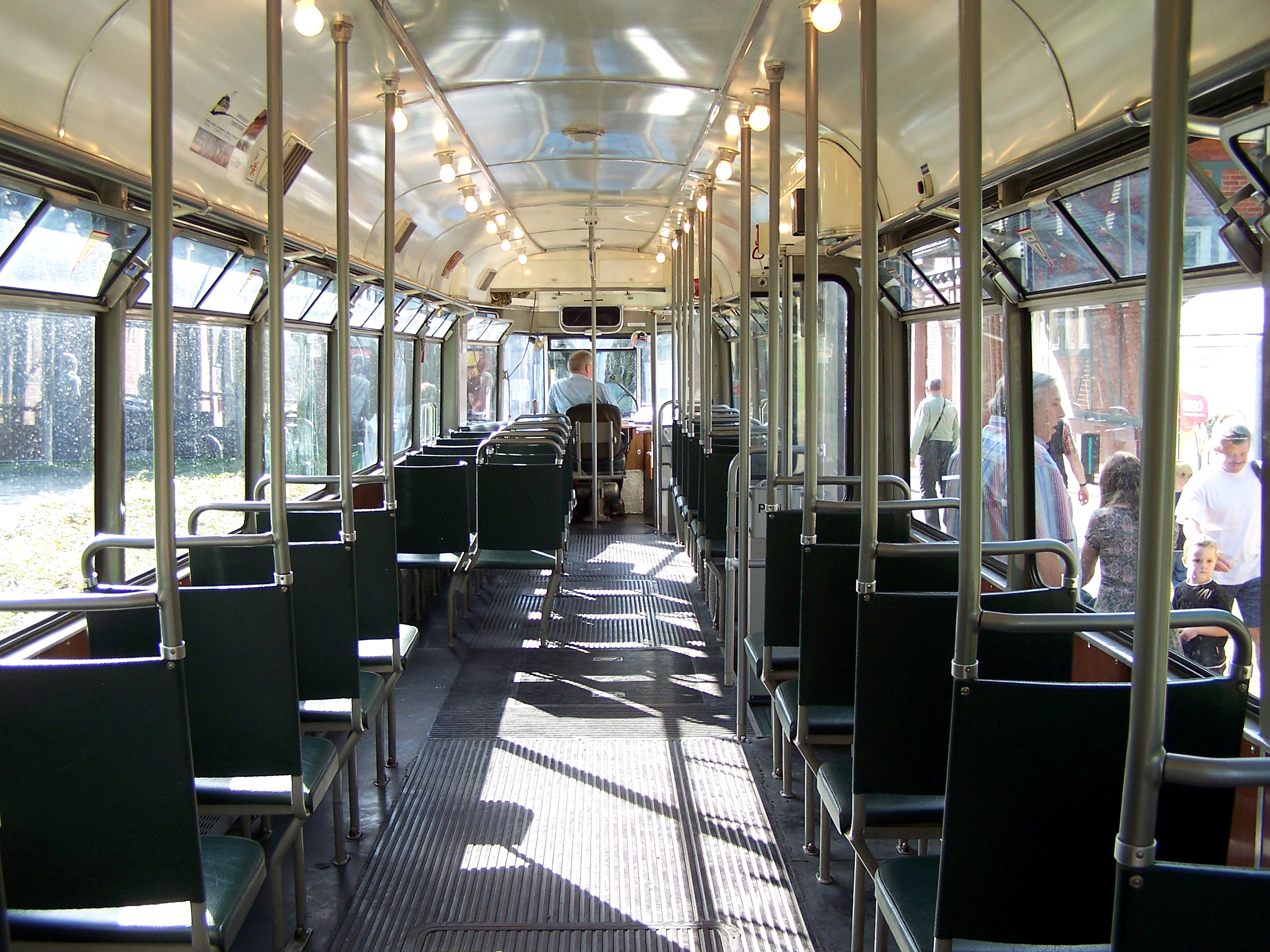
車内（ボギー車）

上記の試作車の導入に続き、翌1952年からボギー車（Großraumwagen）の量産が始まり、ドイツ各地の都市へ導入が続いた。運転台を持つ電動車（Triebwagen、T4）に加え、更なる乗客増加に対応するため後方に連結するボギー式付随車（Beiwagen、B4）の製造も行われ、乗務員の削減のため車掌を乗せない定期券・回数券所持者専用車（Ohne Schaffner）として使用された路線もあった。しかしそれでも運賃収受上での効率が悪いのは変わらず、動力がない車両を連結する事で静止摩擦が制限されるなどの問題が生じた。そこで1956年、デュワグは最大181人の定員を有する西ドイツ初の連接車（Gelenkwagen）を3両試作し、その成果を基にしたデュッセルドルフ向け車両を皮切りに量産を開始した。
ボギー車と付随車の連結編成（T4+B4）と比べて低コストで列車定員が増加し、台車の数が減少した事でメンテナンスコストの削減効果も得られた連接車は西ドイツ中に普及した。2車体連接車（GT6、GT6Z）に加え、デュッセルドルフ、ケルン、フランクフルト・アム・マインには更なる乗客増加に対応するため定員248人の3車体連接車（GT8、GT8Z）が導入された。更に1967年にはライン・ハールト鉄道向けに当時世界最長の路面電車車両となる全長38.5mの5車体連接車（ET12形）が製造された。これに伴いボギー式電動車は1960年までに製造を終了した一方、付随車は1960年代まで製造が続いた。

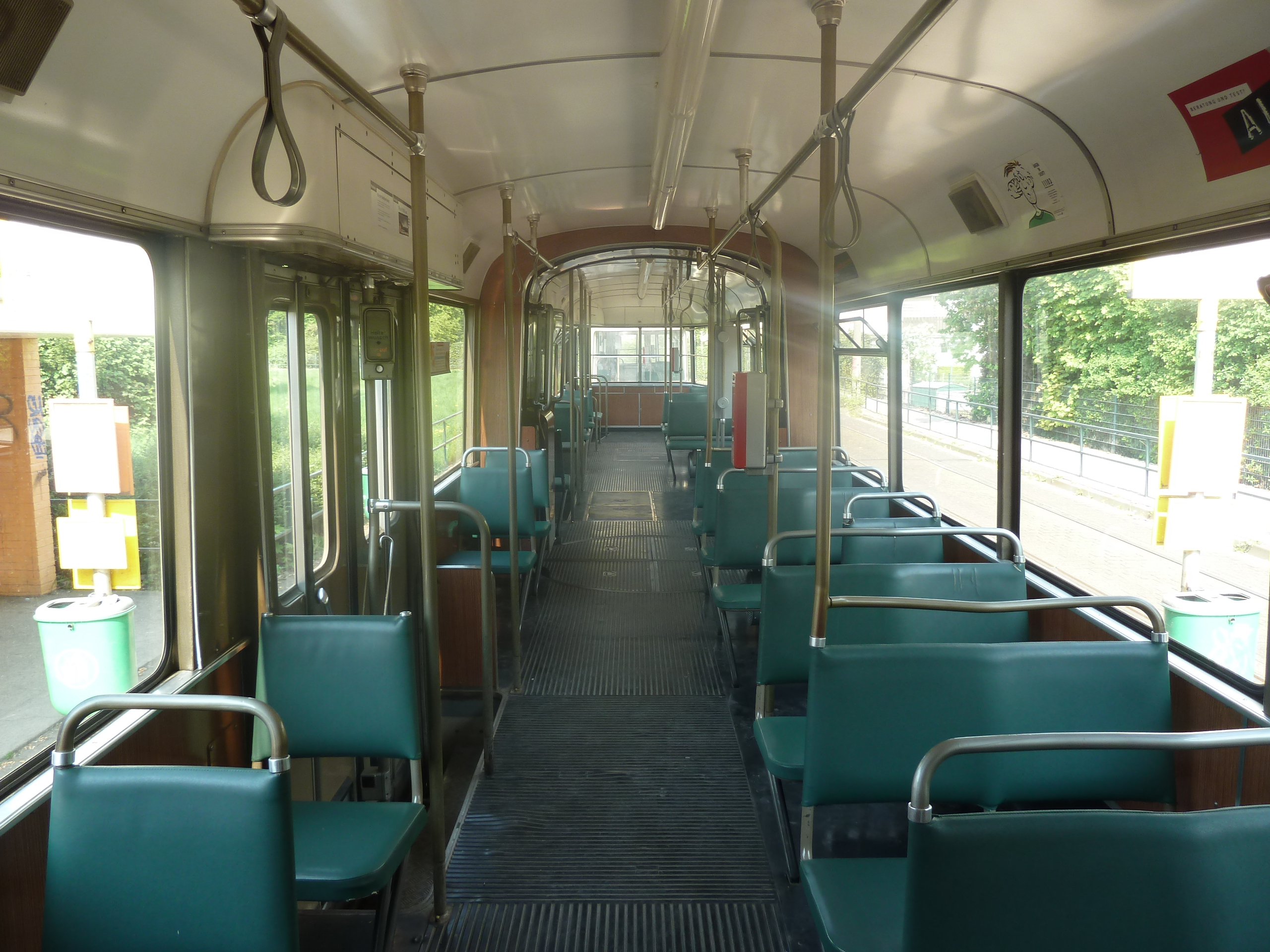
車内（連接車）

デュワグカーは一時西ドイツの路面電車の8割のシェアを獲得するほどにまで普及し、コペンハーゲン、ウィーン、グムンデンなど西ドイツ国外の路面電車にも導入された。また、デュワグに加えてアルプタール運輸有限会社（AVG）（カールスルーエ）向けにラシュタット車両工場が、カッセル向けに"Arbeitsgemeinschaft der Kasseler Waggonindustrie"が、オーストリア・ウィーン市電向けにシメリンク・グラーツ・パウカー（SGP）とローナー・ヴェルケがライセンス生産を実施した。その後、1969年から改良型のマンハイム形の製造が始まり、更に1975年以降は後継モデルとなるM/N形の生産が開始された事で、連接車の製造についても1976年までに終了した。東西ドイツ併合後の1990年代以降は車両自体の老朽化に加え超低床電車の導入に伴い廃車や他都市への譲渡が進む一方で、連接車の中間に低床車体を挟んだ部分超低床電車化など近代化工事が施された車両も存在する。

## 日本への導入
1959年に製造されドルトムント市電（西ドイツ：ドルトムント）に導入された3車体連接車（GT8）のうち2両が1981年に広島電鉄に譲渡され、翌1982年から2008年まで使用された。2019年現在は1両がプロジェクションマッピングを用いたアトラクションとして静態保存されている。

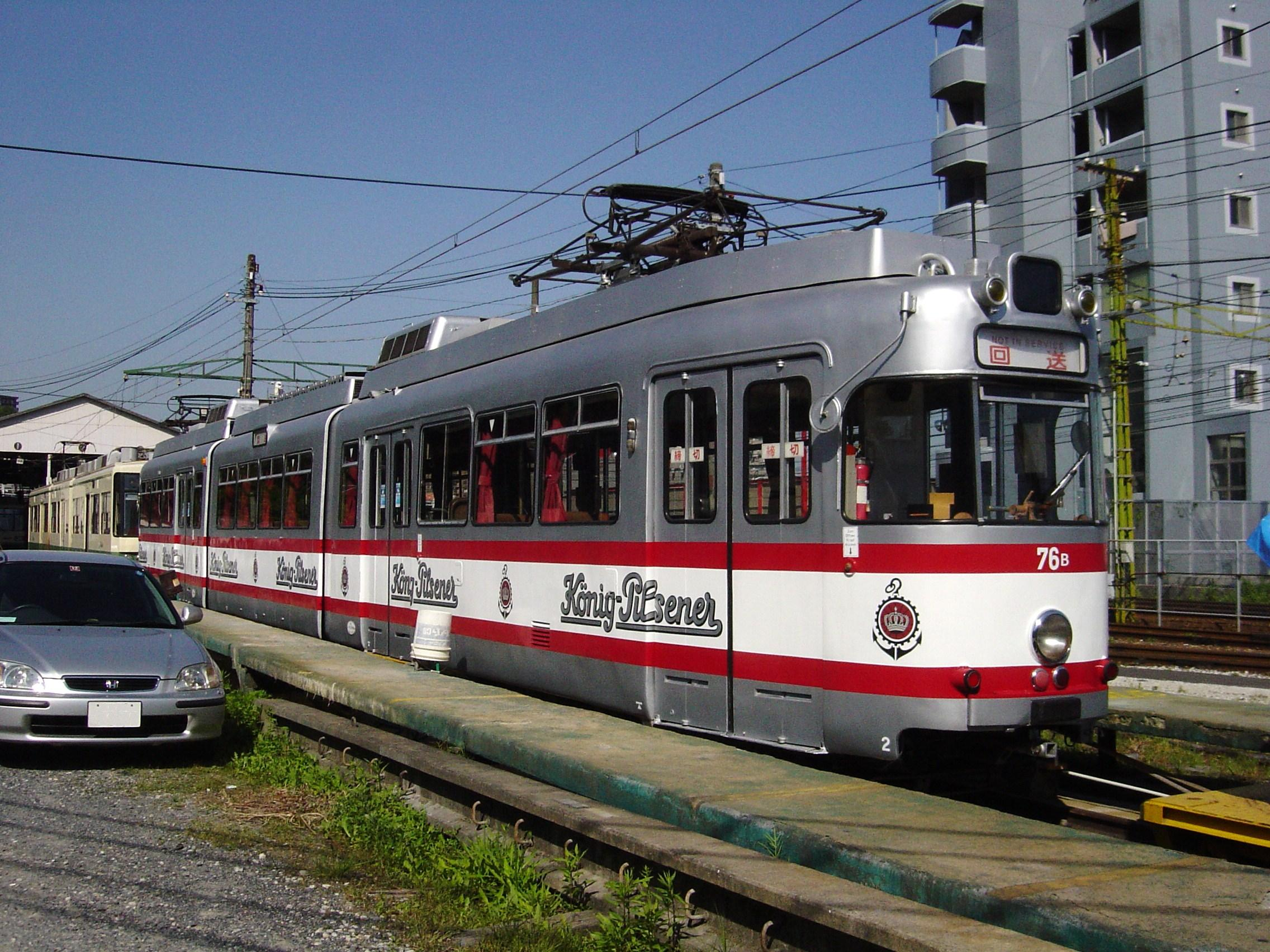
広島電鉄70形（76）
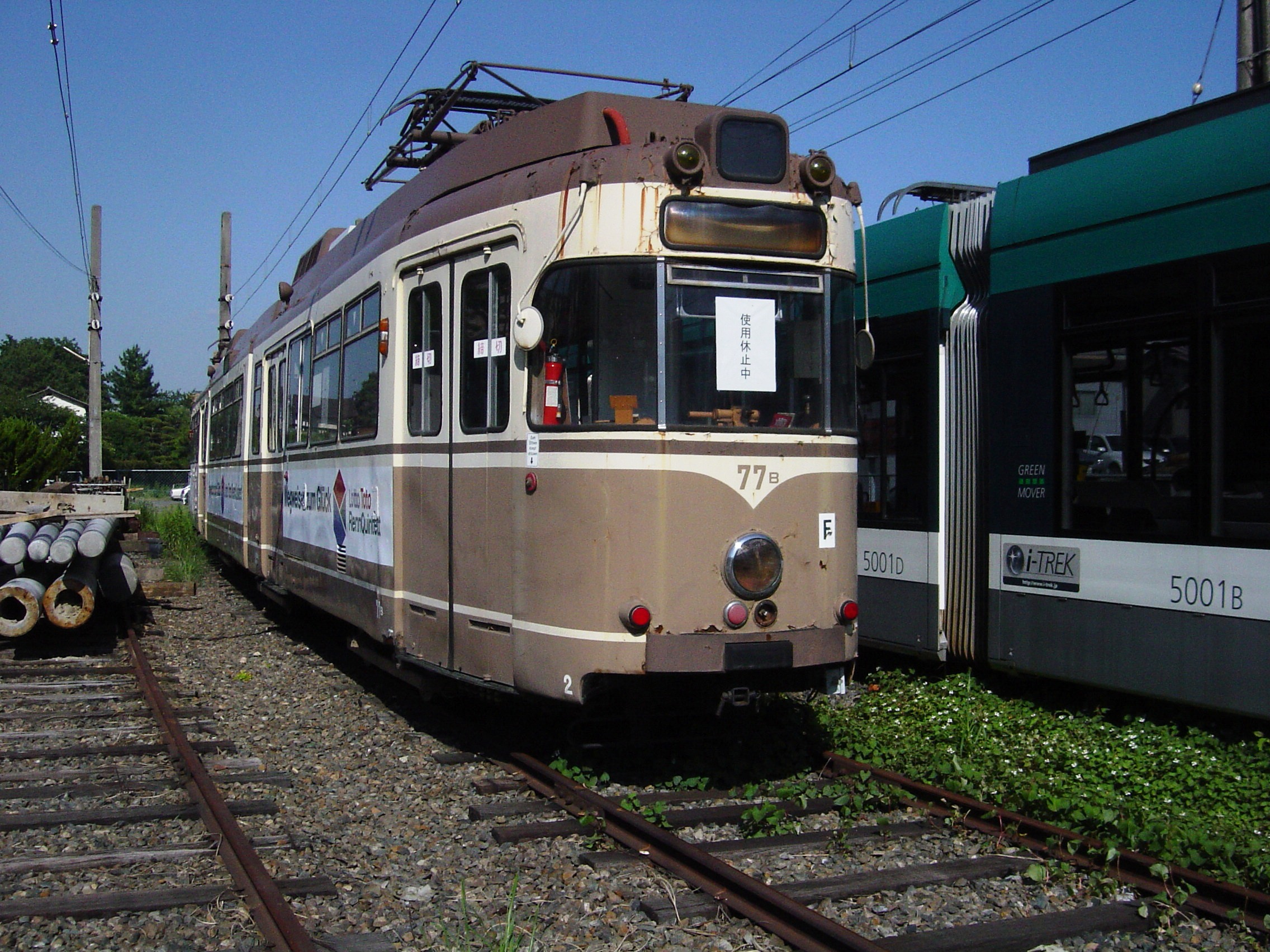
広島電鉄70形（77）

## ギャラリー

### ボギー車

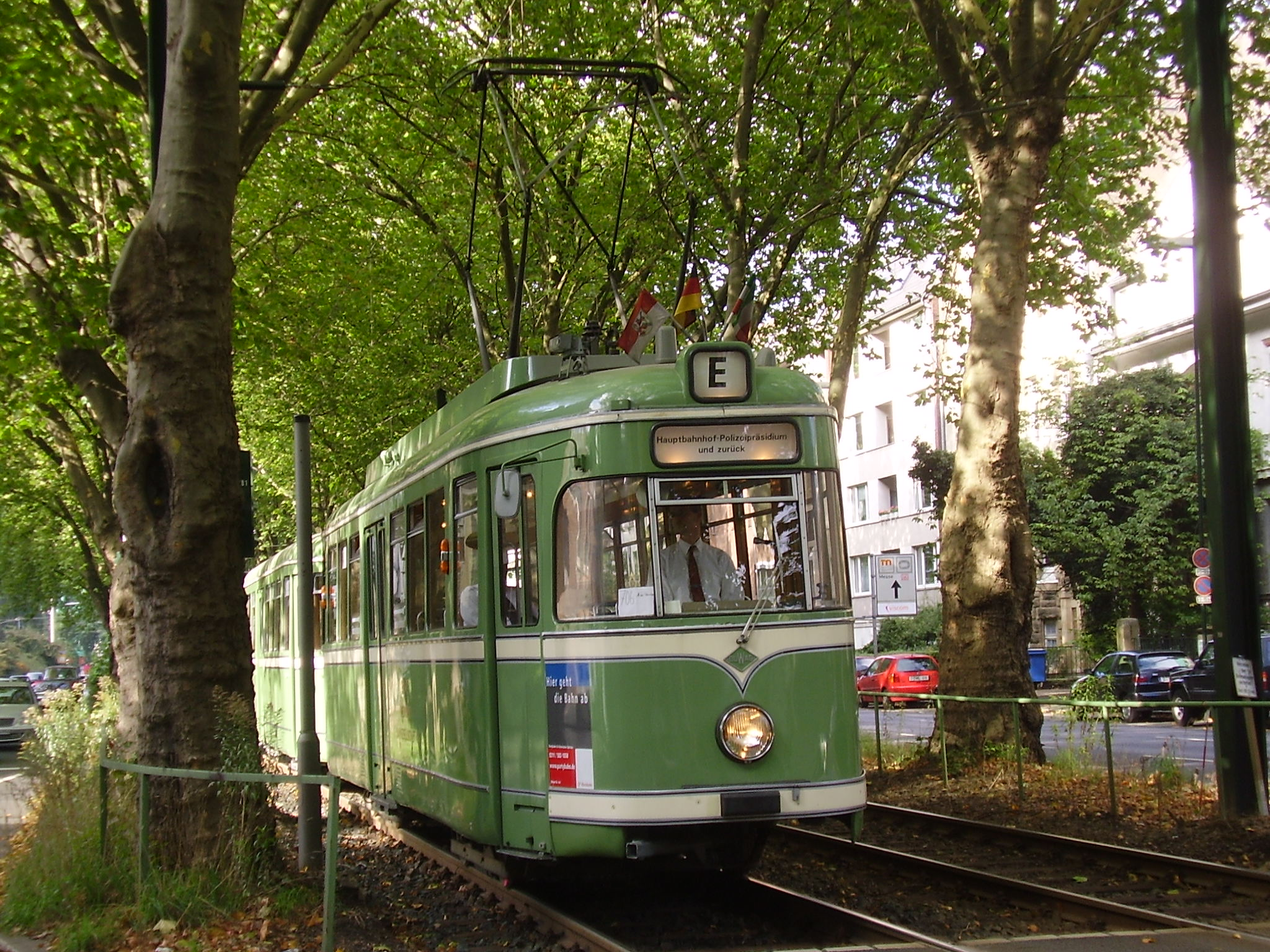
デュッセルドルフ
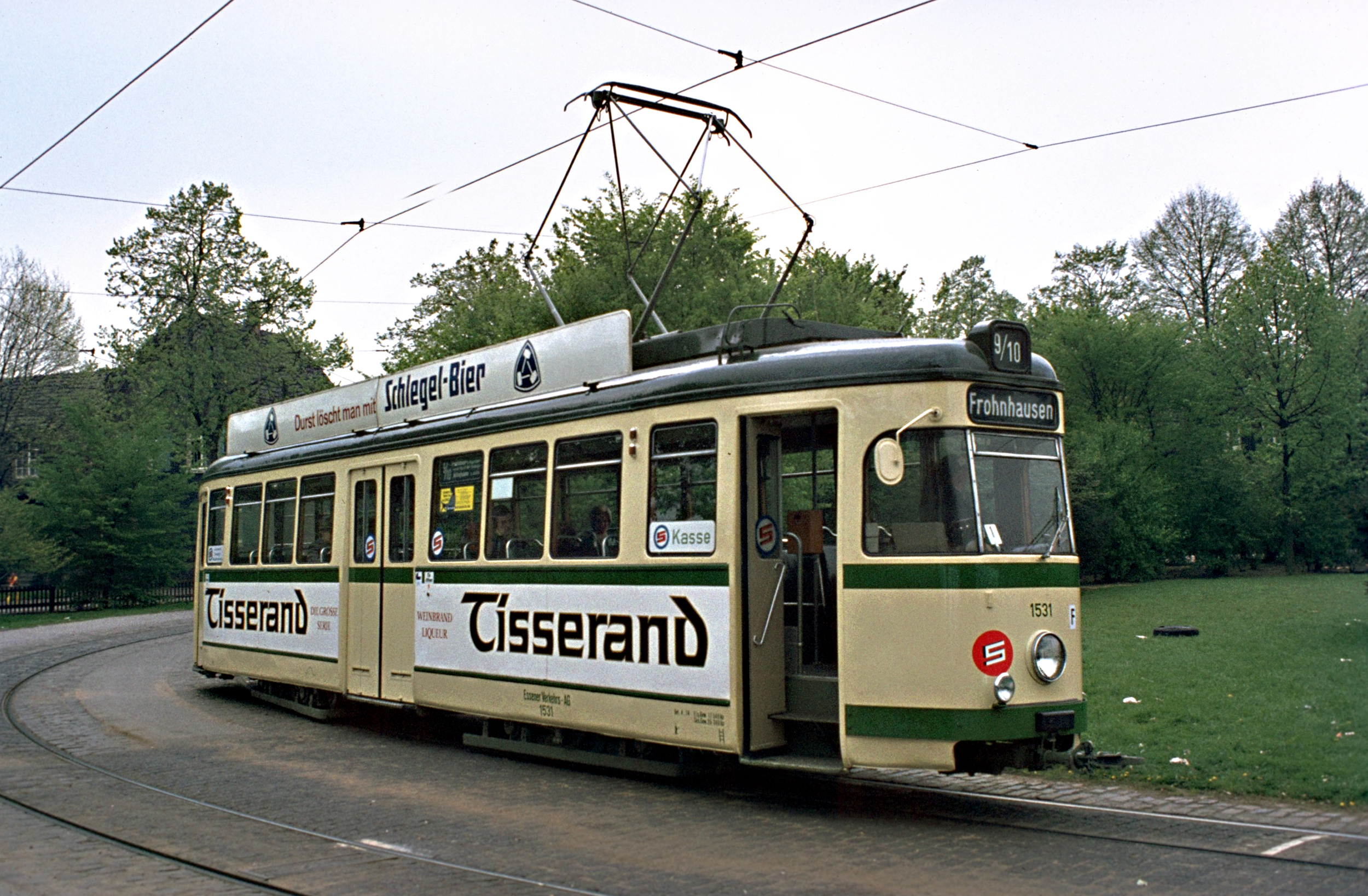
エッセン
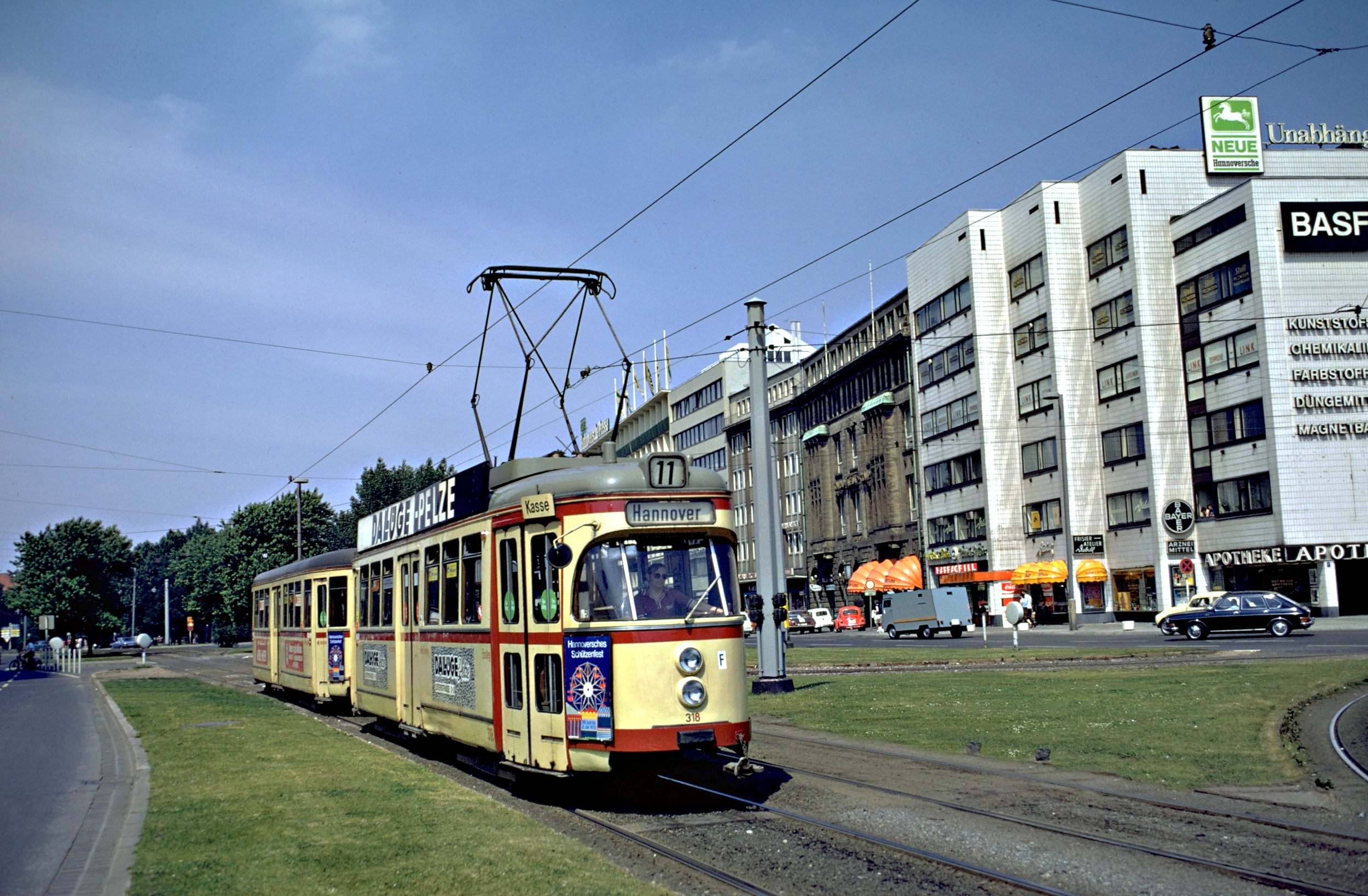
ハノーファー
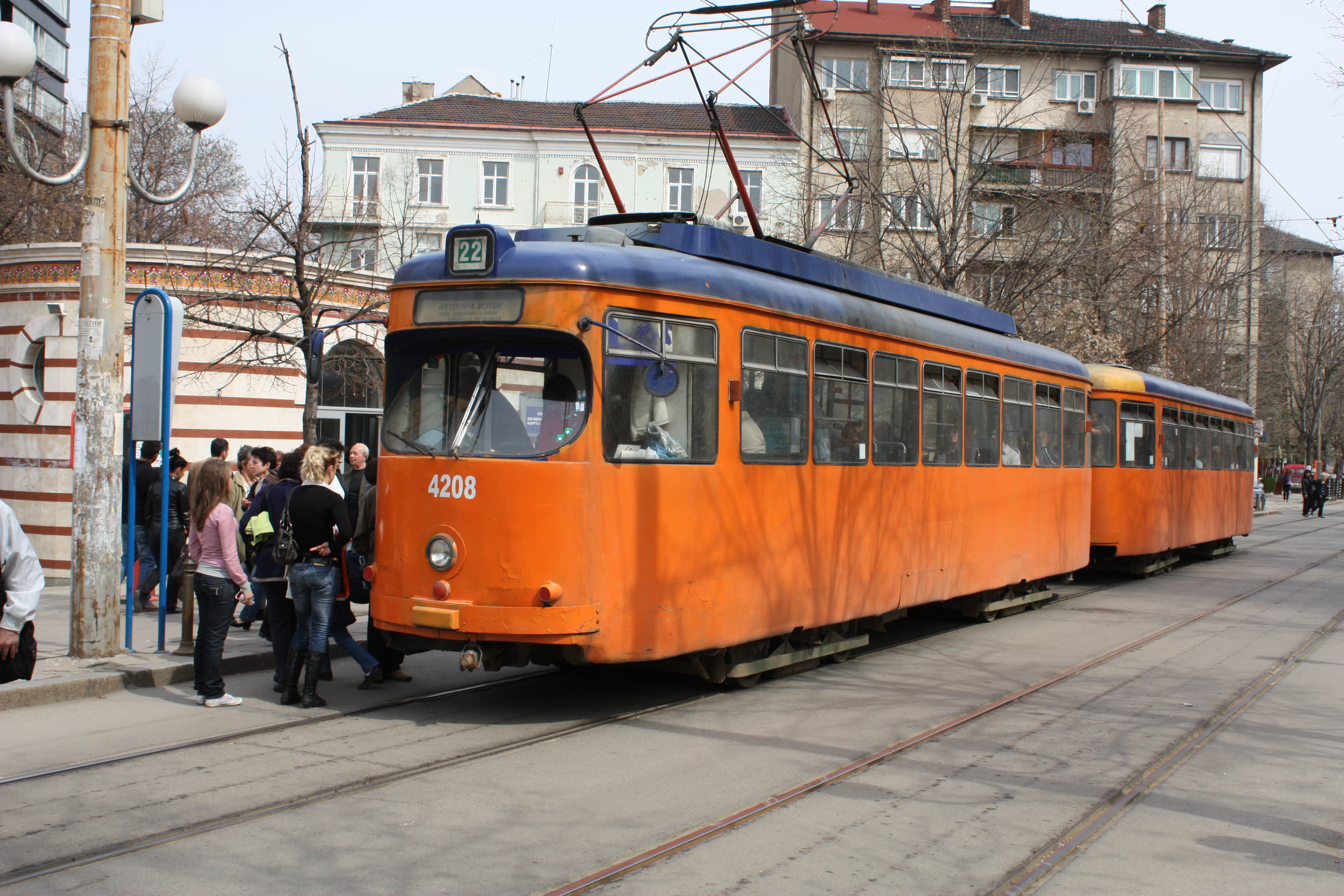
ボン（ソフィア譲渡後）
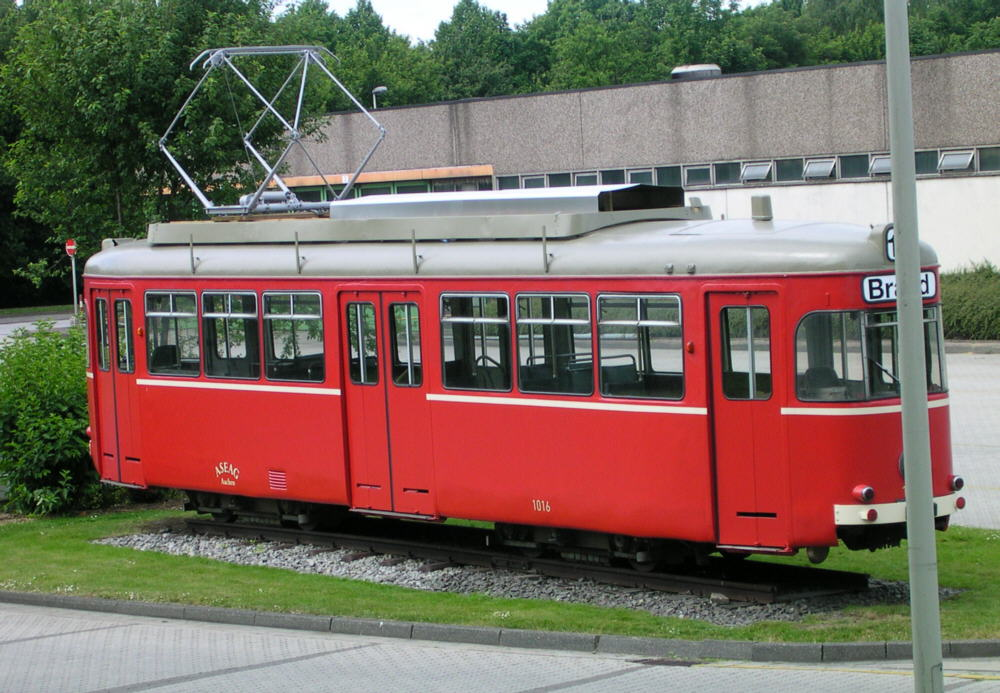
メンヒェングラートバッハ
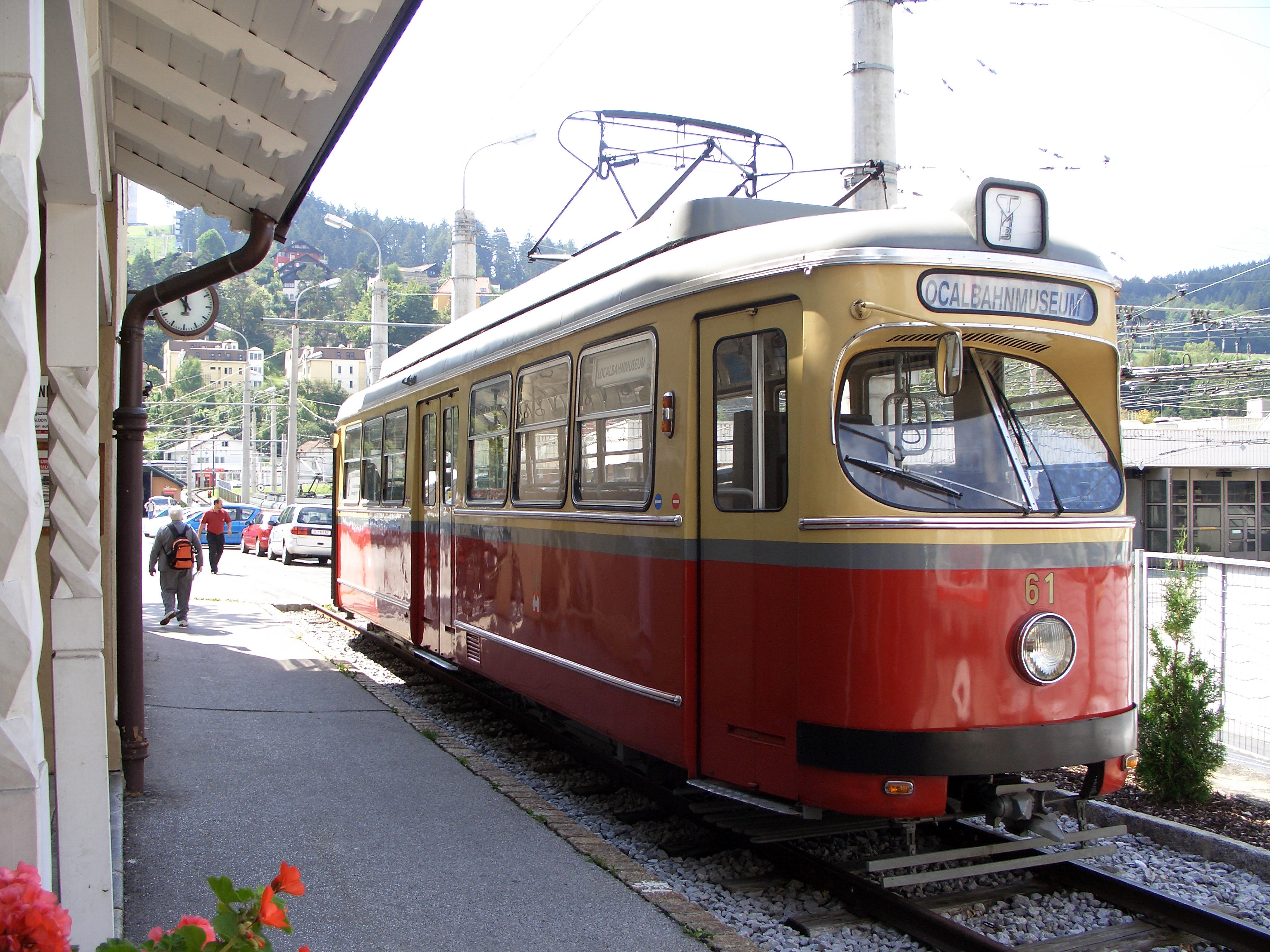
インスブルック
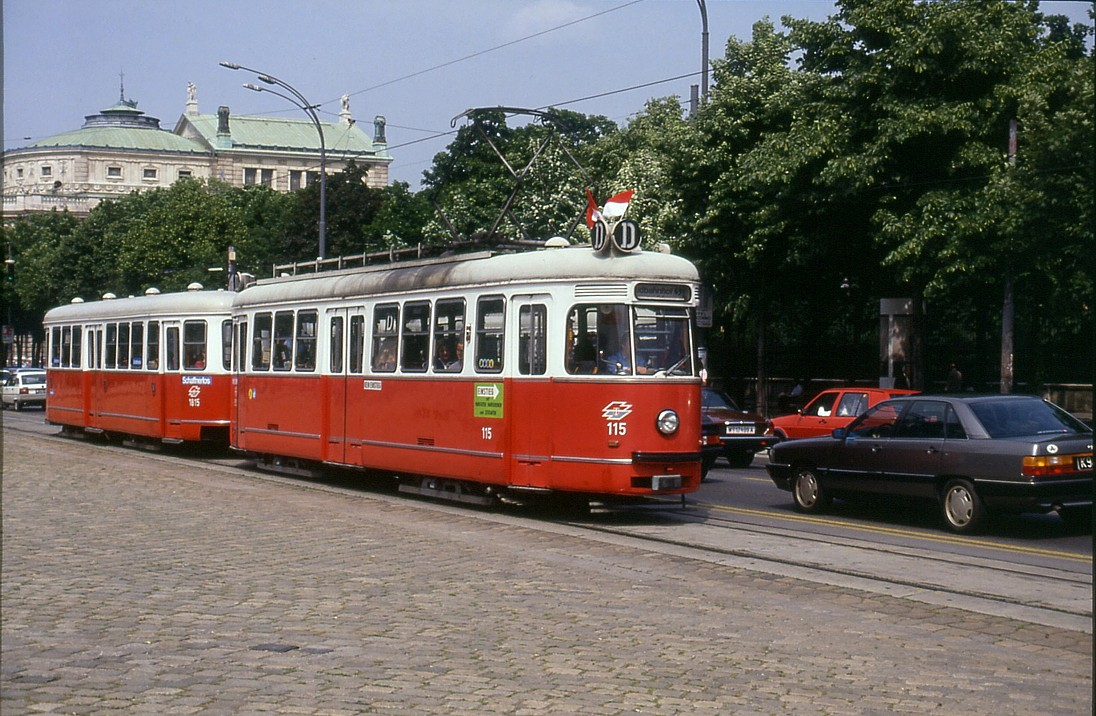
ウィーン（ウィーン市電）
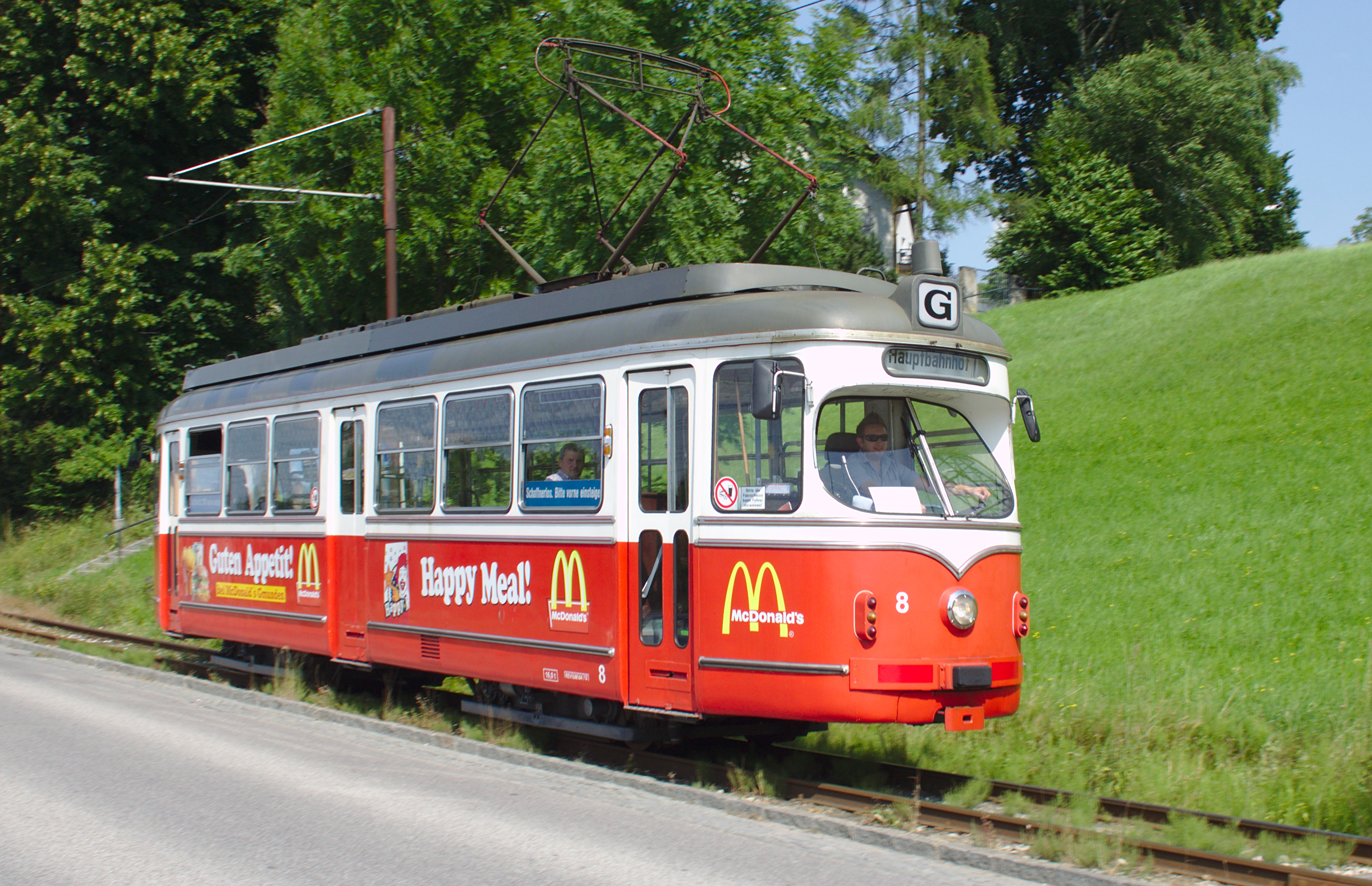
グムンデン（グムンデン市電）

### 連接車

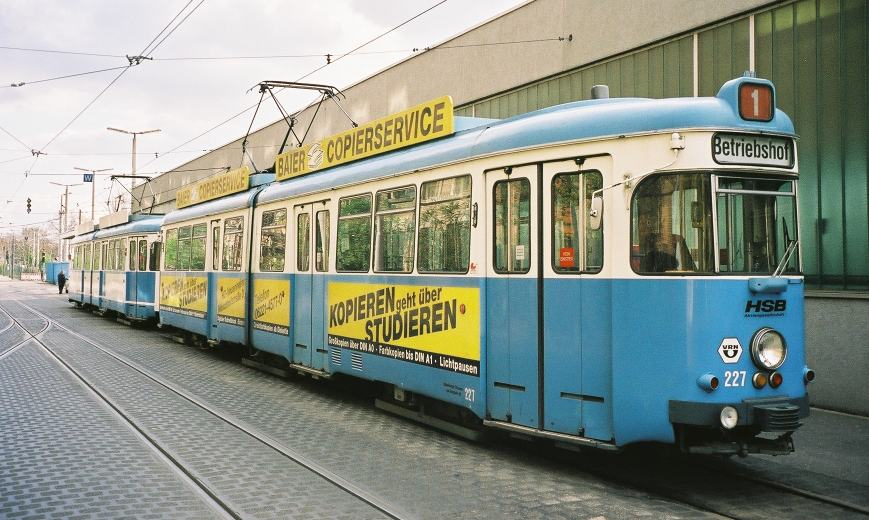
ハイデルベルク （2車体、片運転台）
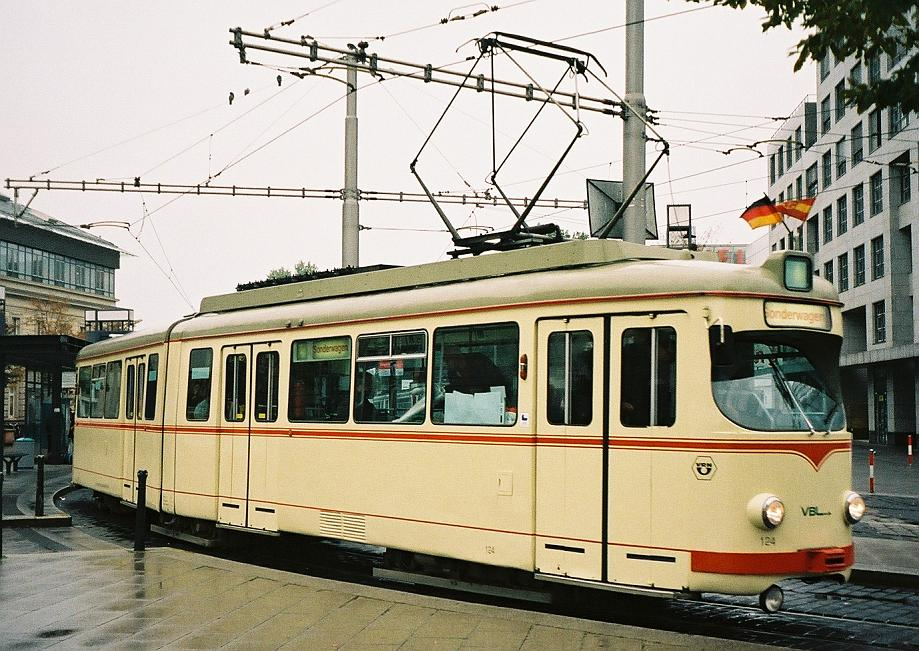
マンハイム （2車体、片運転台）
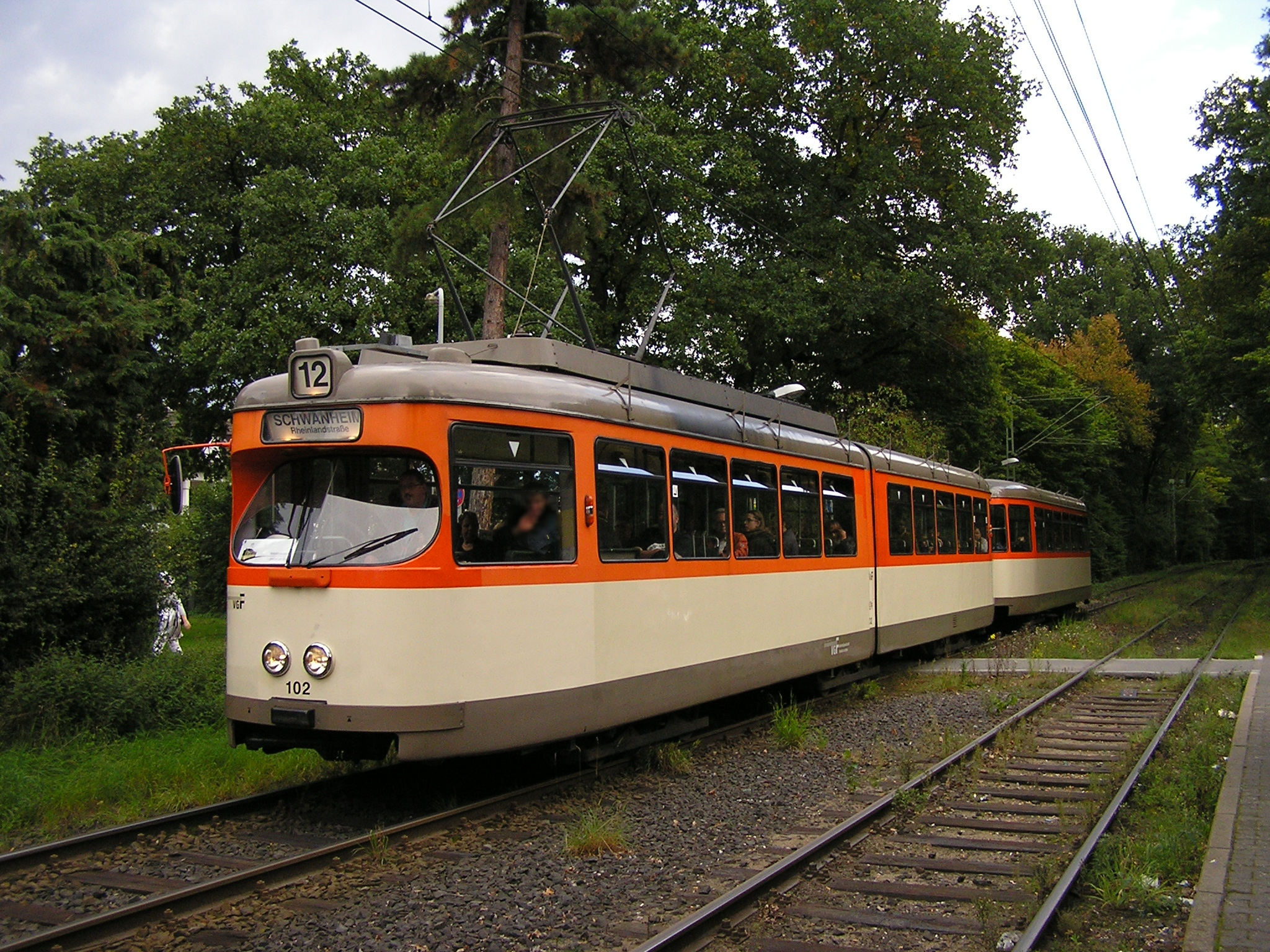
フランクフルト・アム・マイン （2車体、片運転台）
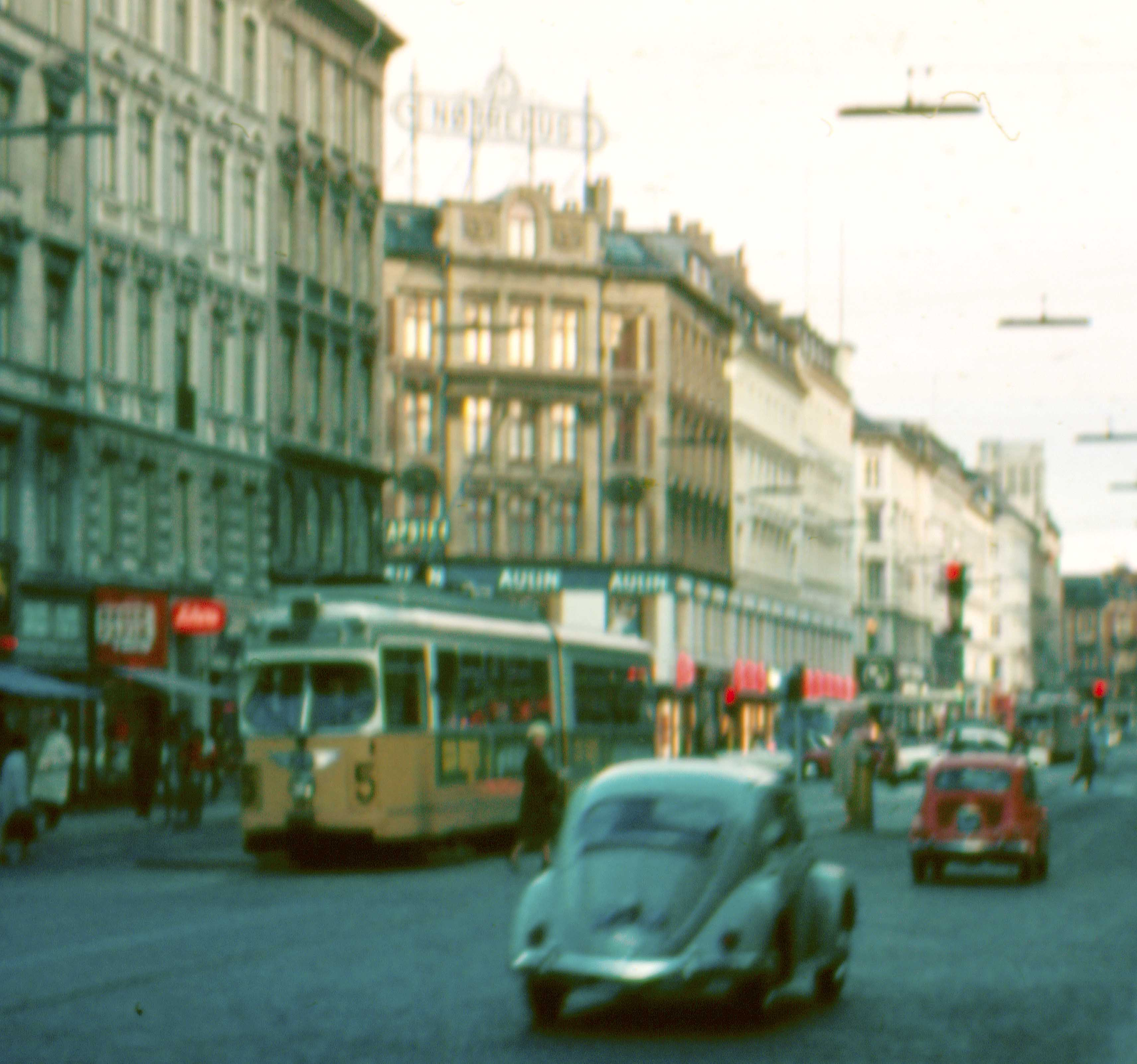
コペンハーゲン （2車体、片運転台）
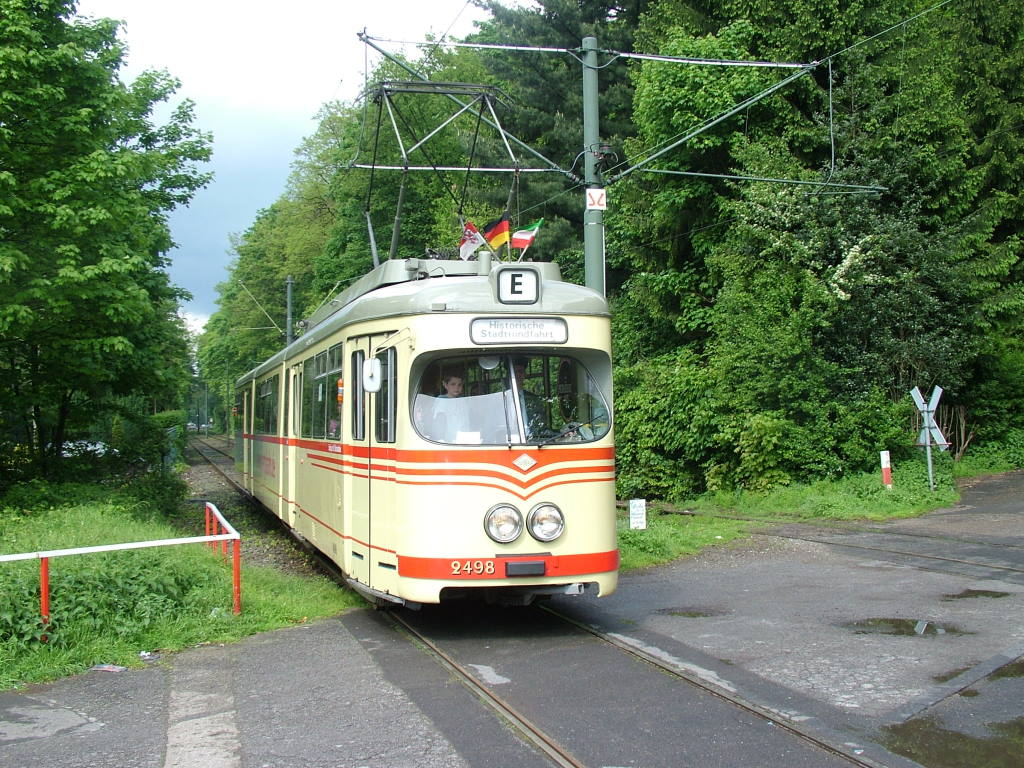
デュッセルドルフ （3車体、片運転台）
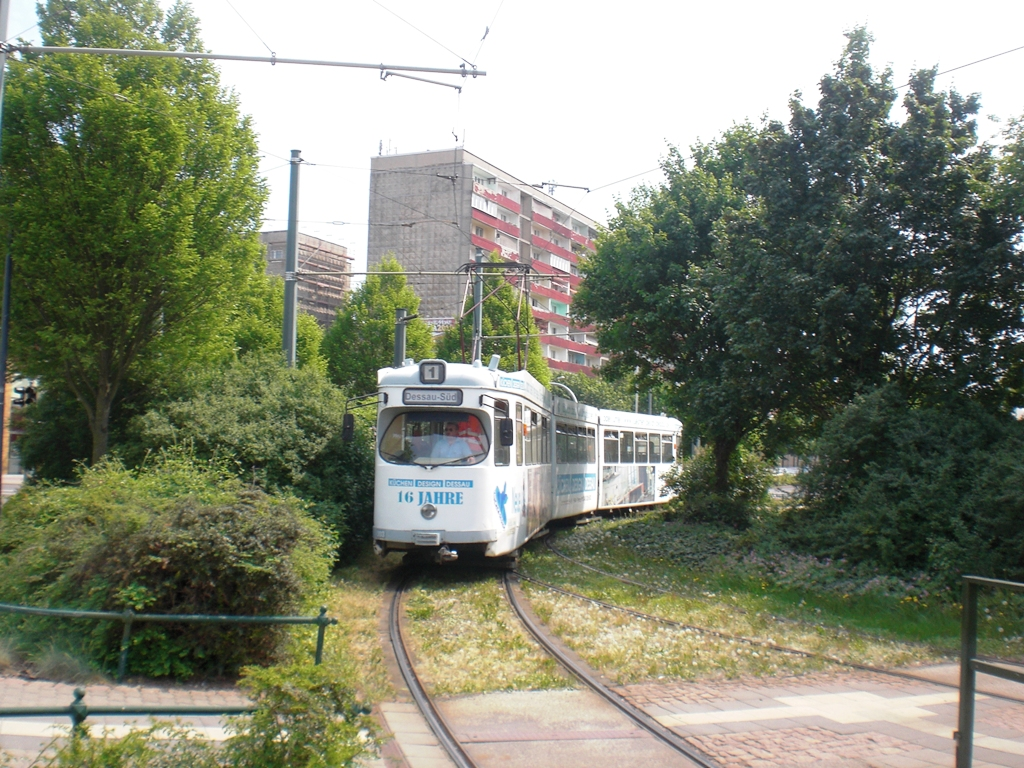
デッサウ （3車体、片運転台）
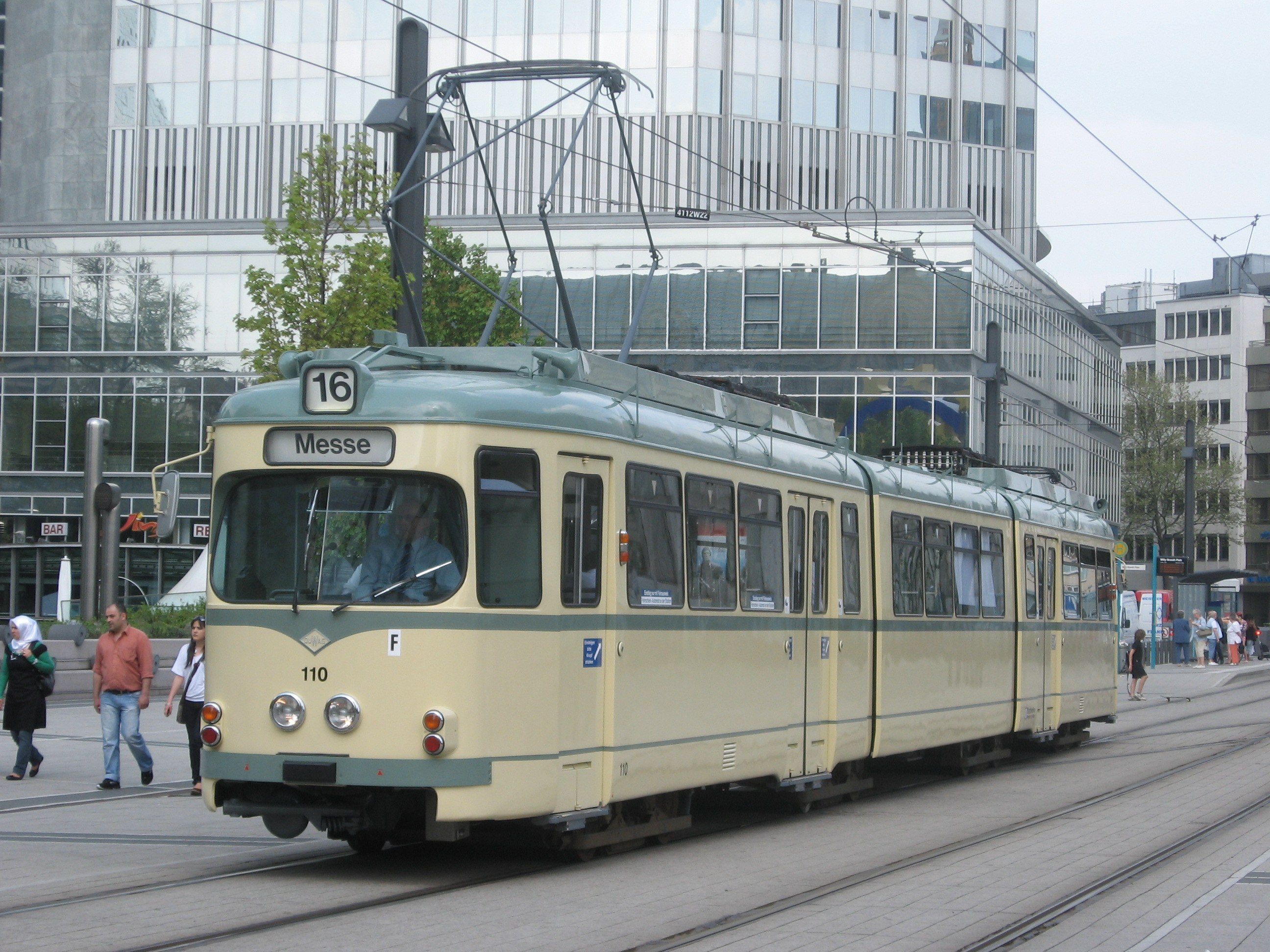
フランクフルト・アム・マイン （3車体、両運転台）
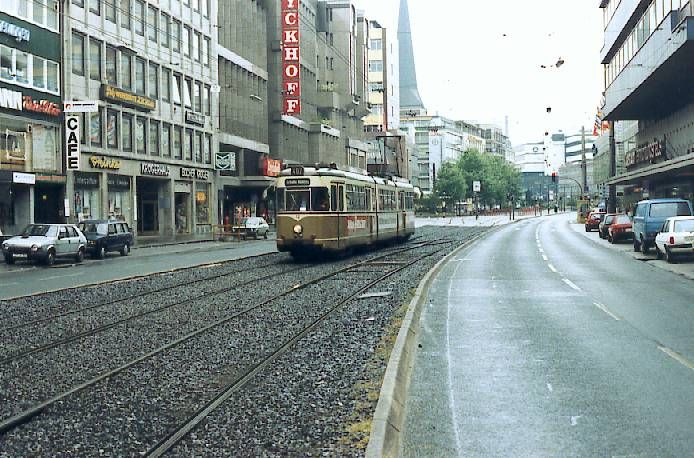
ドルトムント （3車体、両運転台）
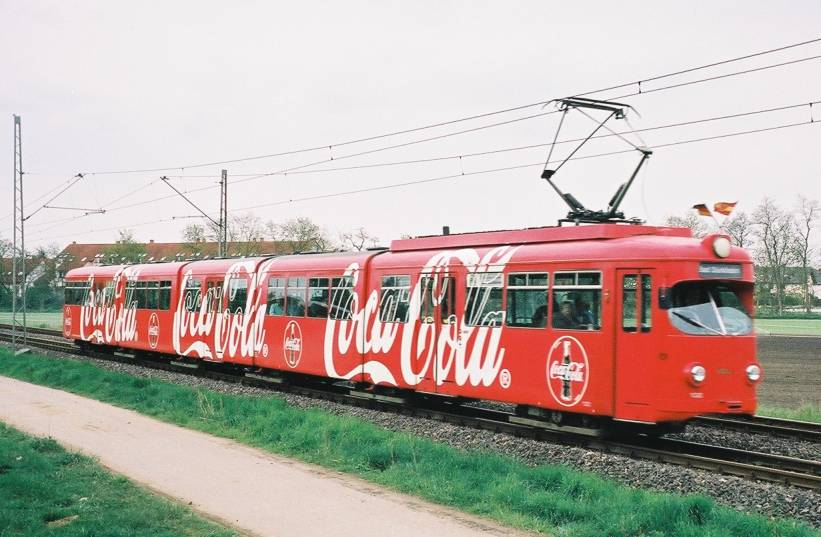
ライン・ハールト鉄道（ドイツ語版） （5車体、両運転台）
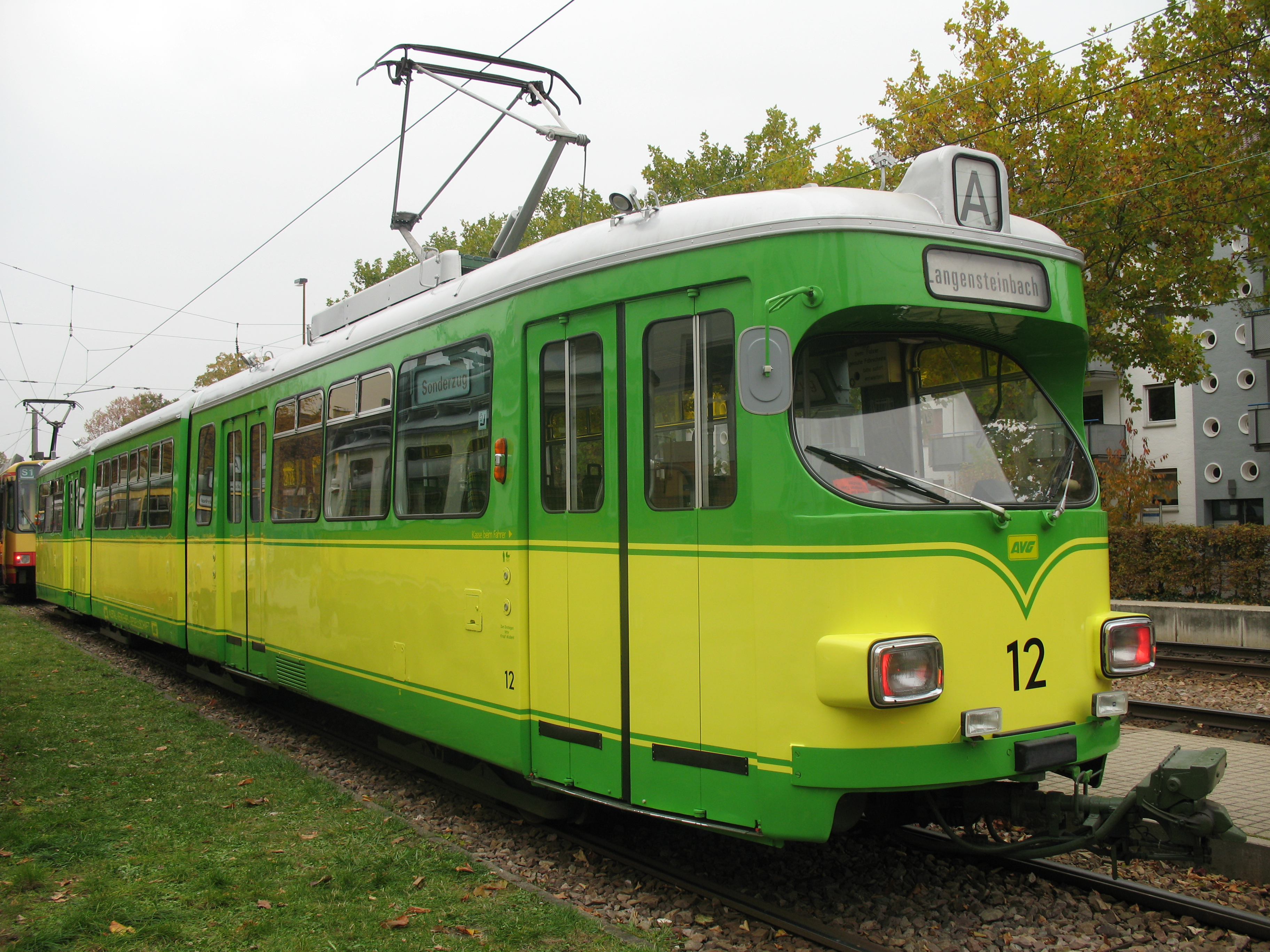
アルプタール運輸有限会社（ドイツ語版） （3車体、片運転台）
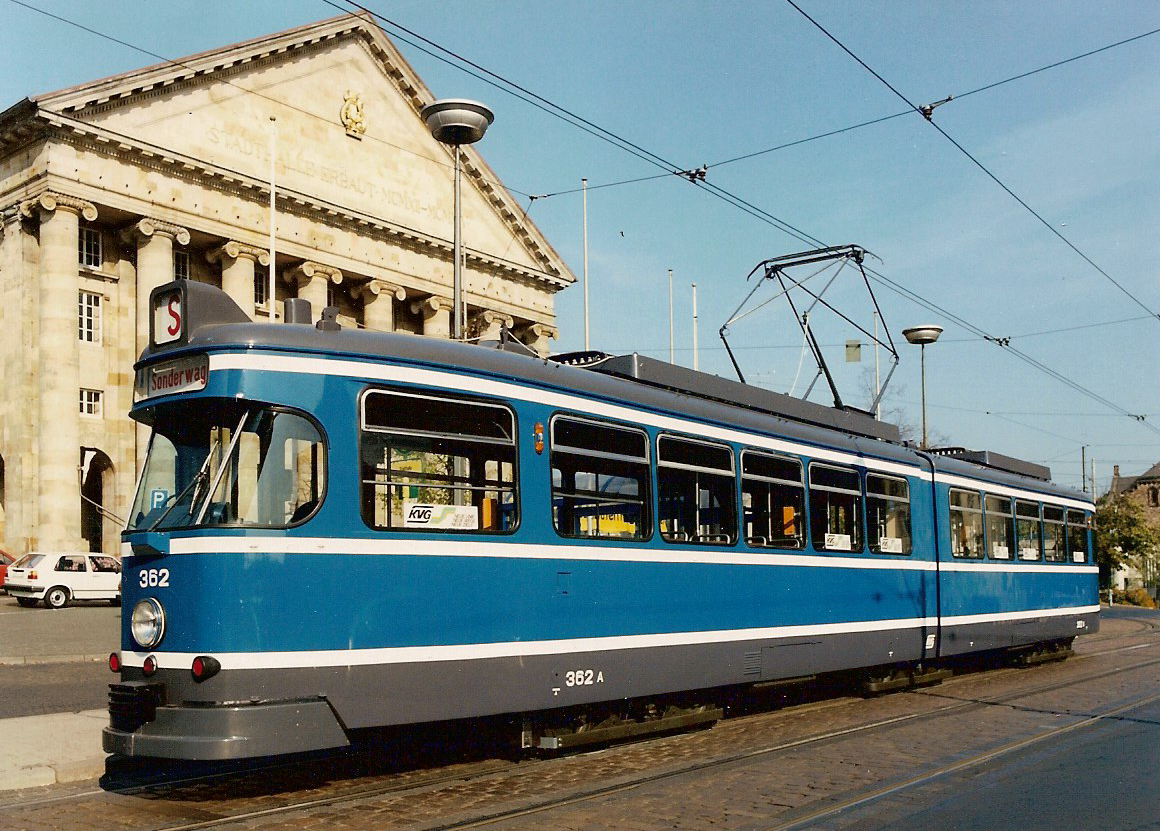
カッセル （2車体、片運転台）
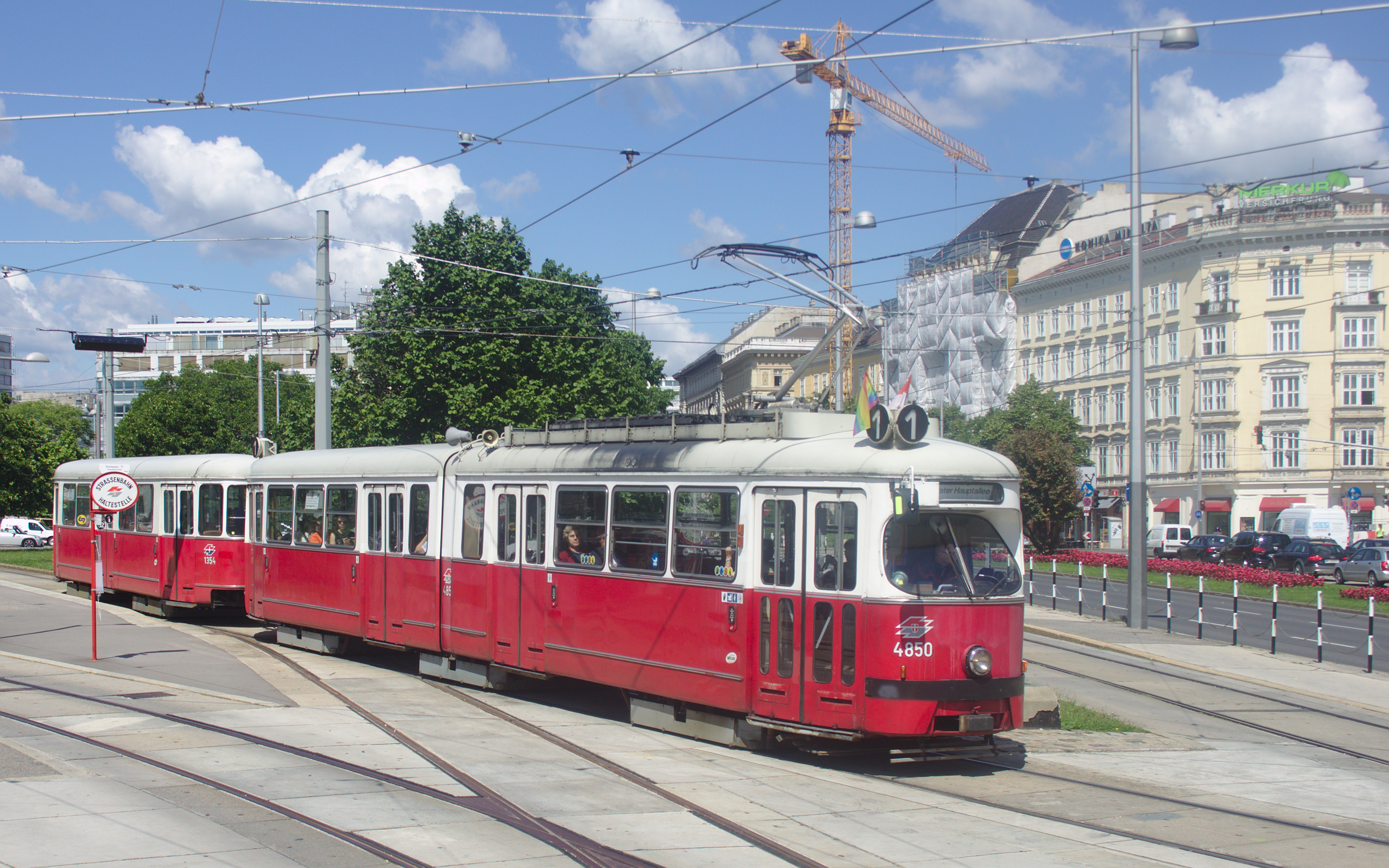
ウィーン（ウィーン市電） （2車体、片運転台）

### 付随車

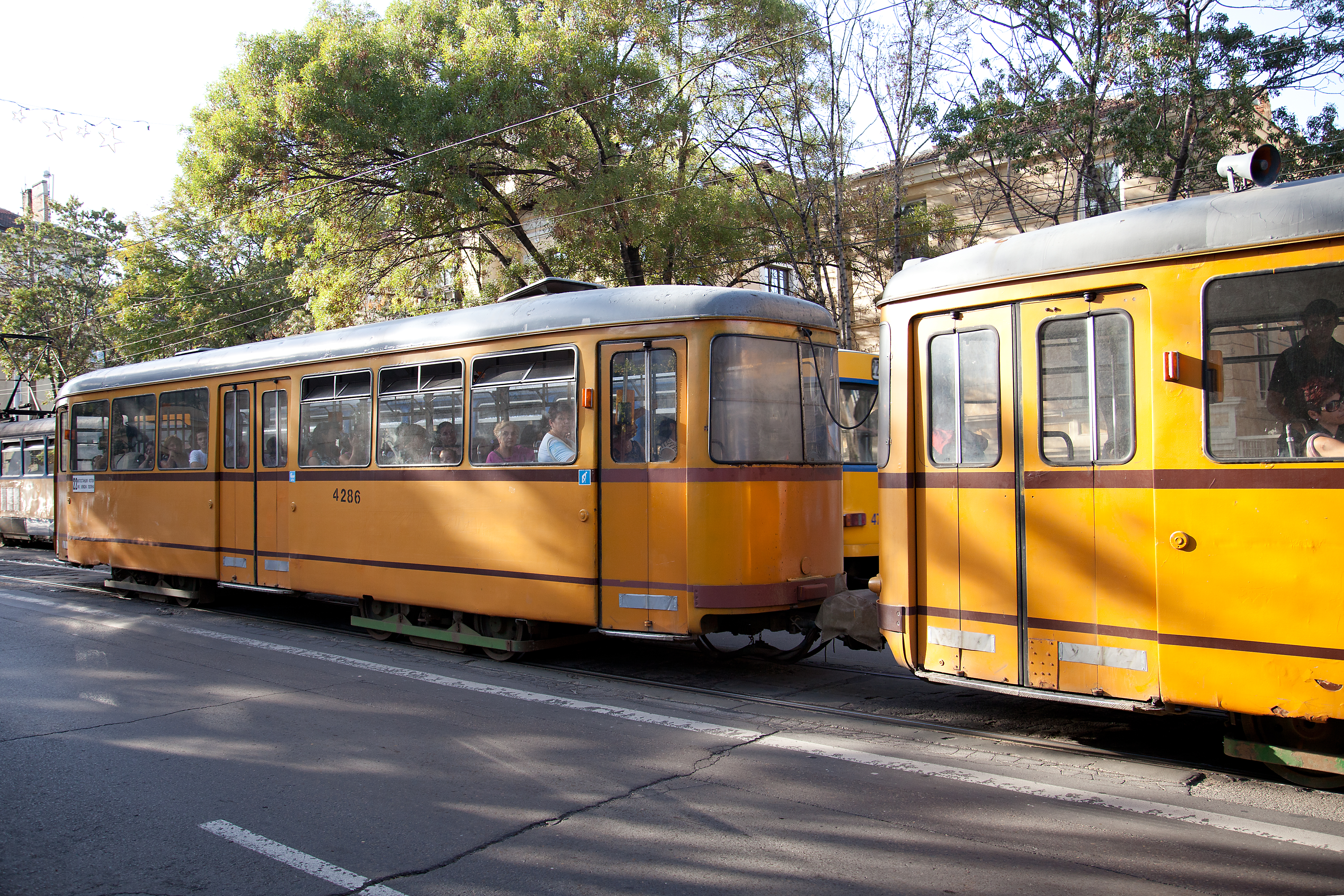
ボン（ソフィア譲渡後）
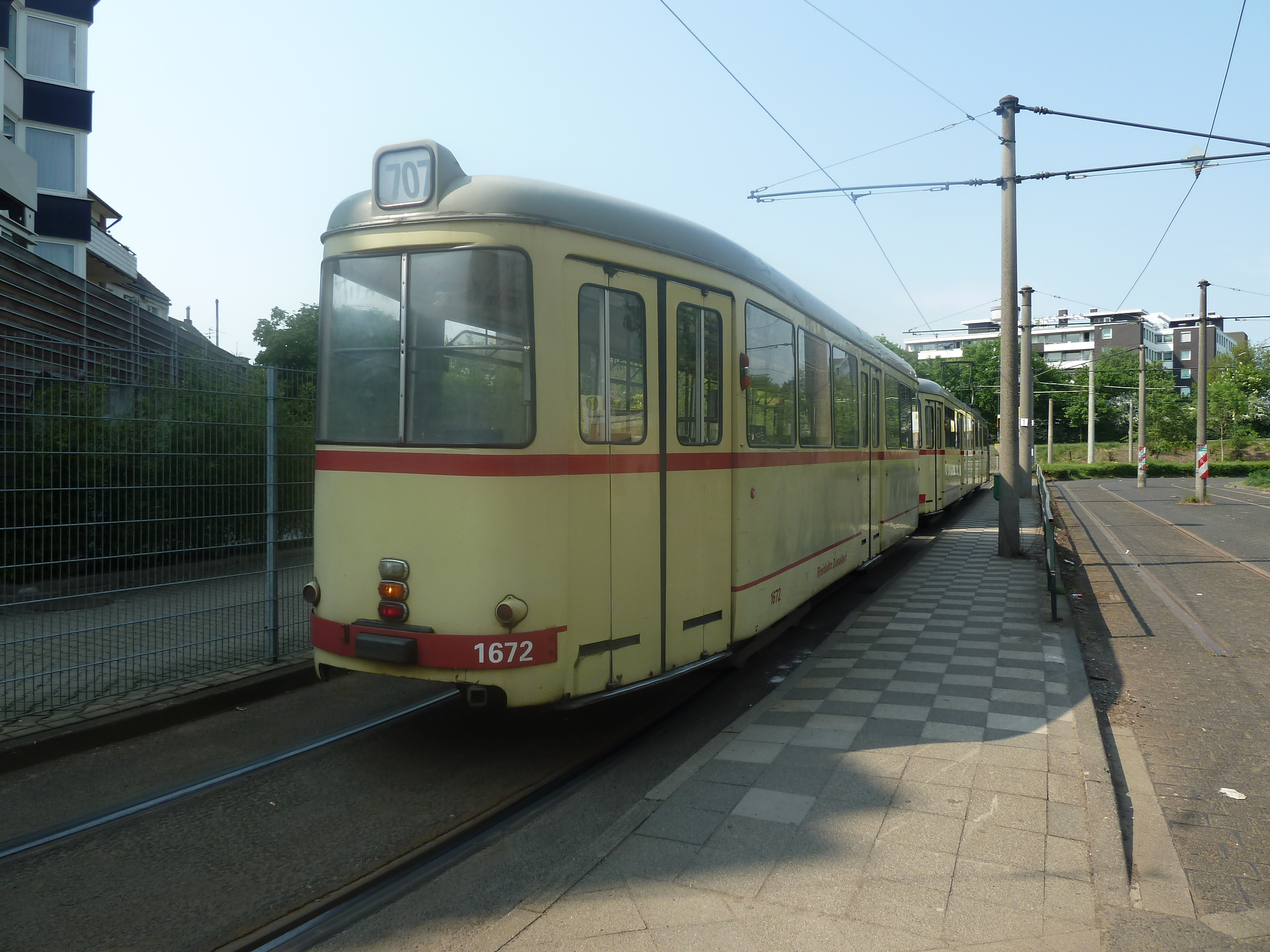
デュッセルドルフ
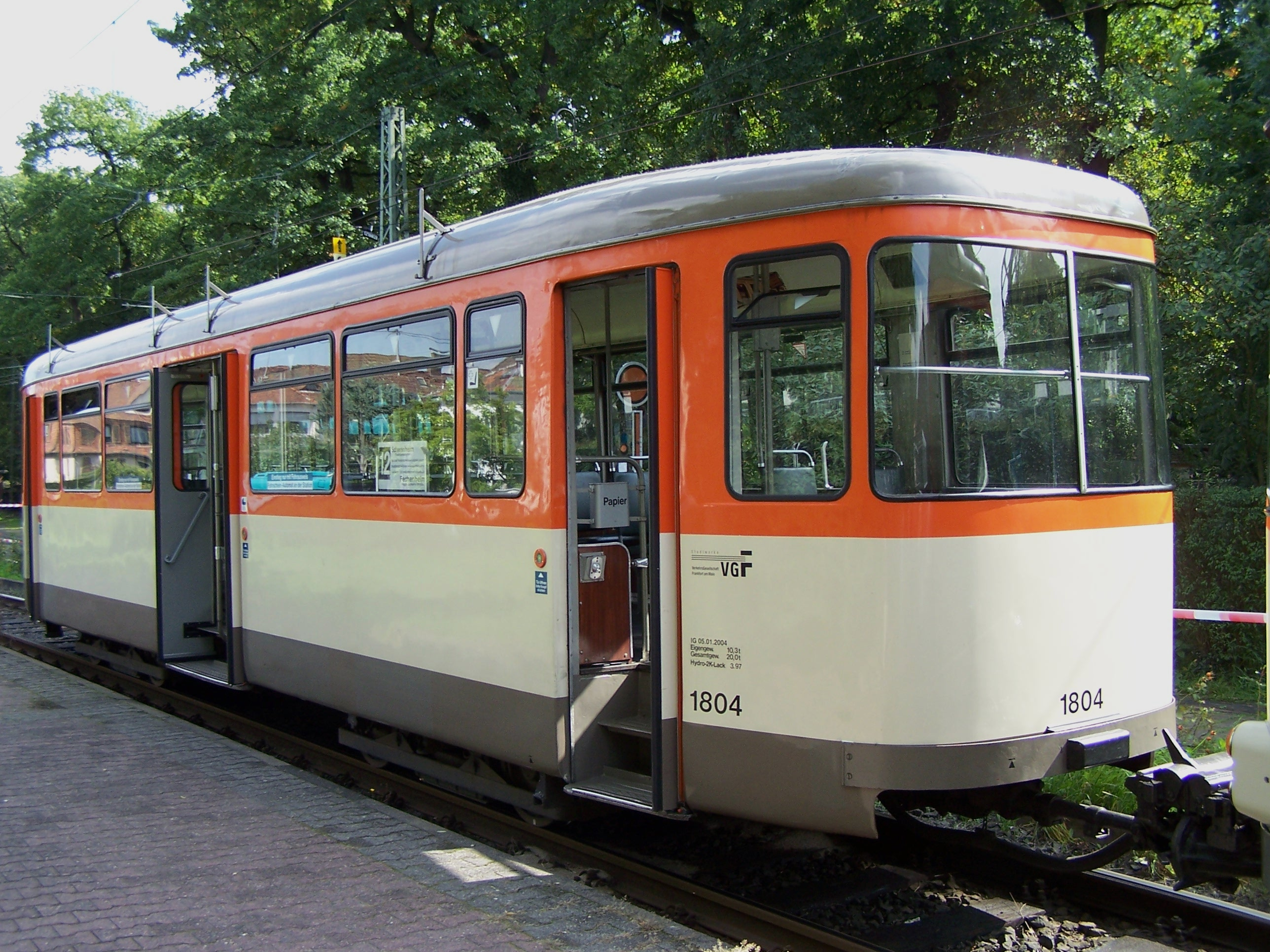
フランクフルト・アム・マイン
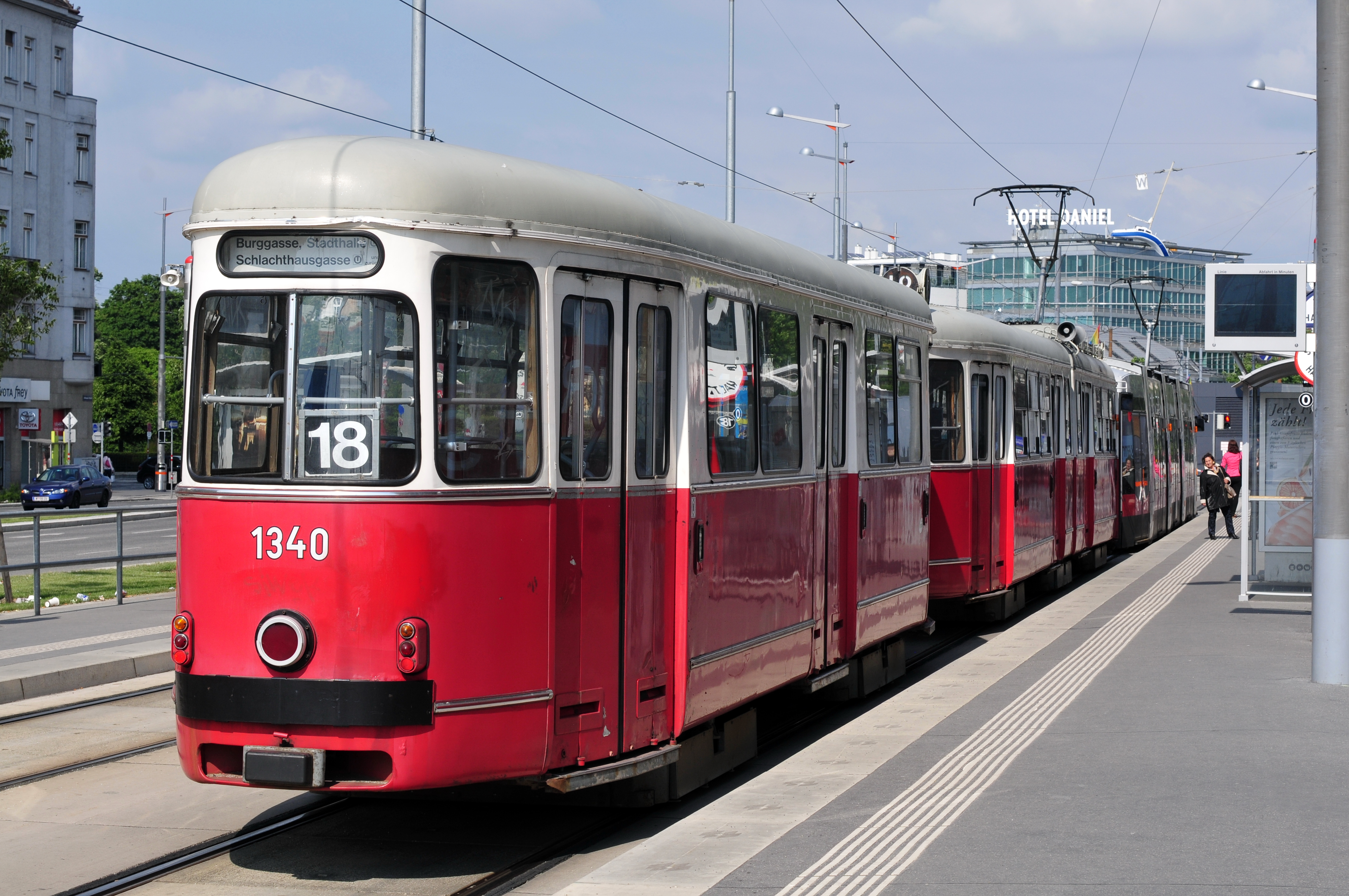
ウィーン（ウィーン市電）

## 発展形式

### 西ドイツ国鉄ET195形電車

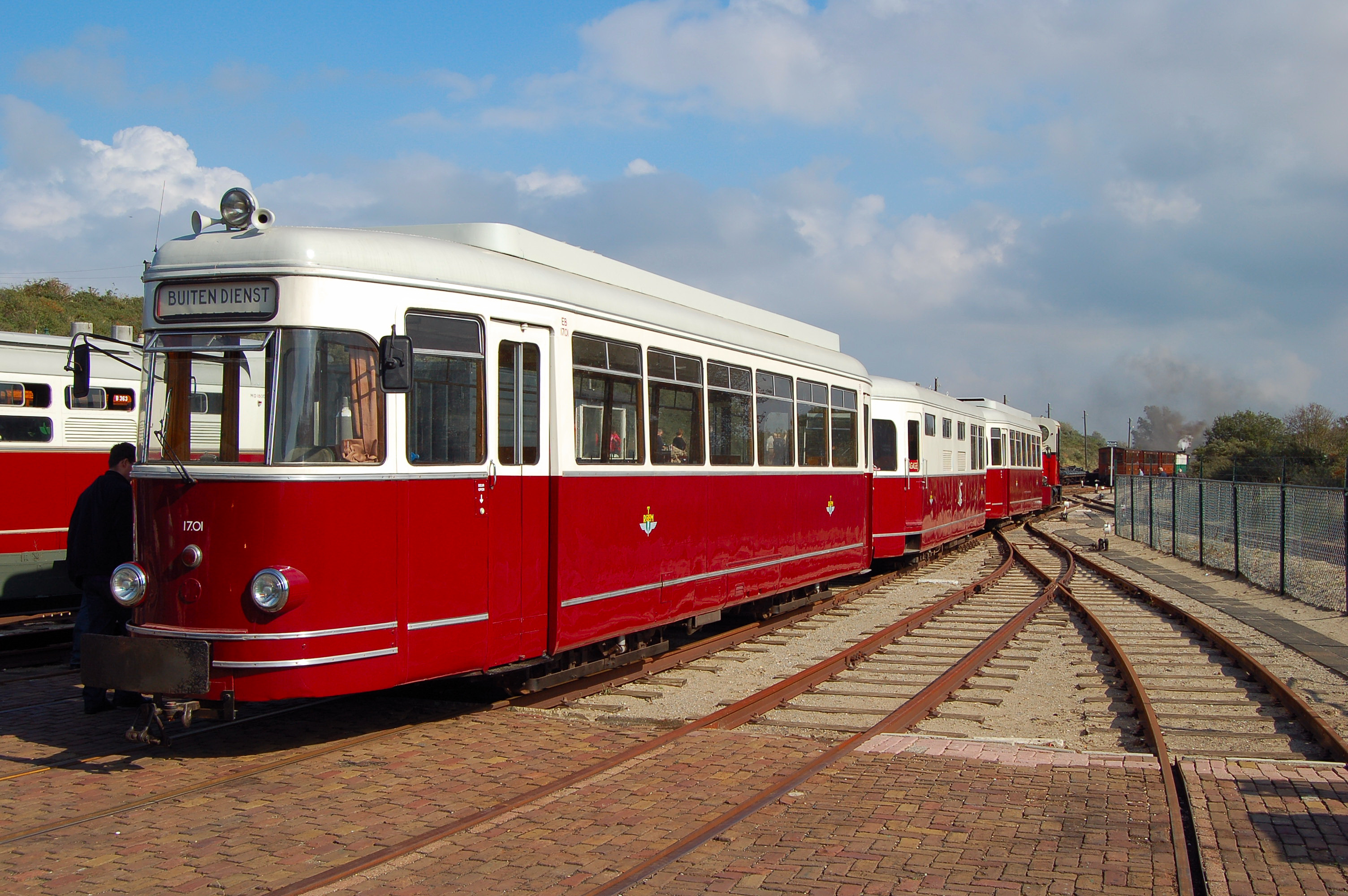
アウトドルプ鉄道博物館で保存されている気動車（元・ET195形電車）

西ドイツ国鉄が所有していたラーベンスブルク - バイエンフルト間の路面電車路線用として、1954年に2両が導入された形式。ホームが片側にしかない路線の特徴に合わせ、両運転台ながら扉は車体の片側にのみ設置されていた。路線廃止後はオランダのロッテルダム公共軌道（RTM）に譲渡され気動車に改造された後、更にオーストリアの軽便鉄道であるツィラータール鉄道へ譲渡されるなど複雑な経歴を有する。

### マンハイム形

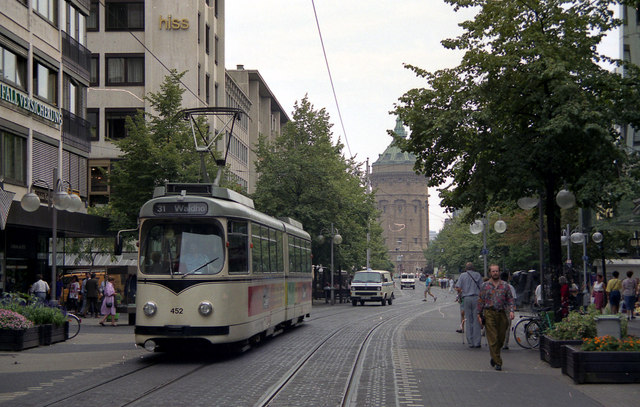
マンハイム形（マンハイム）

1969年に導入されたマンハイム向けの車両を皮切りに西ドイツやオーストリアに導入された、デュワグカー（連接車）の改良形式。窓の大きさが拡大した他、マンハイムなど一部都市向けの車両には空調装置が搭載された。

### フライブルク形
急カーブが頻発するフライブルクで路面電車を運営するフライブルク交通株式会社（VAG）向けに製造された車両。連接台車が車体間ではなく、中間車体の下部まで延長された先頭車体の台枠に設置されているのが特徴である。1971年から1991年まで3次に渡って量産が行われた。
| 画像 | 形式名          | 製造年    | 総数   | 全長     | 全高 | 全幅    | 自重   | 最高速度 | 出力  | 歯車比 | 定員               | 軌間    | 備考        |
| ---- | --------------- | --------- | ------ | -------- | ---- | ------- | ------ | -------- | ----- | ------ | ------------------ | ------- | ----------- |
|      | VAG GT8 201-204 | 1971-1972 | 4編成  | 32,845mm | ？   | 2,200mm | 36.0t  | 70km/h   | 380kw | ？     | 294人 （着席89人） | 1,000mm | 3車体連接車 |
|      | VAG GT8 205-214 | 1981-1982 | 10編成 | 32,845mm | ？   | 2,320mm | 38.0t  | 70km/h   | 600kw | ？     | 294人 （着席89人） | 1,000mm | 3車体連接車 |
|      | VAG GT8 205-214 | 1990-1991 | 11編成 | 32,845mm | ？   | 2,320mm | 39.57t | 70km/h   | 600kw | ？     | 294人 （着席89人） | 1,000mm | 3車体連接車 |

### フランクフルト・アム・マイン市電P形
フランクフルト・アム・マイン市内を走るフランクフルト市電には1955年から1957年までボギー車のデュワグカーが、翌1958年以降は連接車が導入され、それまでの主力であった二軸車の置き換えを進めていたが、最後に残った車両の置き換えおよび1968年に開通したフランクフルト地下鉄への乗り入れを視野に開発された連接車がP形である。他の連接車に比べて角ばった車体に変更された他、制御装置も直接制御方式から電子制御装置を用いた間接制御方式に改められた。
路面電車区間専用のP形に加え、同規格のフランクフルト地下鉄区間で用いられる高床ホームに対応した可動式ステップを搭載したPt形も製造され、P形についても1986年から翌1987年にかけて改造工事を請けPt形に編入された。一部車両はステップを常時張り出し地下鉄用車両との共通運転が可能となったPtb形へと改造された。新型車両導入により廃車が進む一方、2009年以降一部車両がトルコやポーランド各地の路面電車路線へ譲渡されている。
| 画像 | 形式名 | 製造年    | 総数    | 全長     | 全高    | 全幅                        | 自重  | 最高速度 | 出力  | 歯車比 | 定員               | 軌間    | 備考        |
| ---- | ------ | --------- | ------- | -------- | ------- | --------------------------- | ----- | -------- | ----- | ------ | ------------------ | ------- | ----------- |
|      | P形    | 1972-1978 | 100編成 | 28,720mm | 3,596mm | 2.350mm（P） 2,580mm（Ptb） | 34.5t | 80km/h   | 240kw | ？     | 242人 （着席62人） | 1,435mm | 3車体連接車 |